# Ismael Laguna
Ismael Laguna Meneses (* 28. Juni 1943 in Colón, Panama) ist ein ehemaliger panamaischer Boxer im Leichtgewicht. Er ist sowohl zweifacher Weltmeister des Verbandes WBC als auch Weltmeister des Verbandes WBA. Laguna wurde von Hector Valdez gemanagt und von Curro Dosman trainiert.
Im Jahre 1999 fand Laguna Aufnahme in die World Boxing Hall of Fame sowie im Jahre 2001 in die International Boxing Hall of Fame.